# 송학성
송학성(1979년 7월 2일~)은 대한민국의 권투 선수이다. 2004년 하계 올림픽에 참가했으며, 2006년 도하 아시안게임 복싱 81kg급 은메달리스트이다.